# Saint-Maurice-sur-Moselle
Saint-Maurice-sur-Moselle és un municipi francès, situat al departament dels Vosges i a la regió del Gran Est. L'any 2007 tenia 1.502 habitants.

## Demografia

### Població
El 2007 la població de fet de Saint-Maurice-sur-Moselle era de 1.502 persones. Hi havia 674 famílies, de les quals 234 eren unipersonals (97 homes vivint sols i 137 dones vivint soles), 218 parelles sense fills, 190 parelles amb fills i 32 famílies monoparentals amb fills.
La població ha evolucionat segons el següent gràfic:
Habitants censats

### Habitatges
El 2007 hi havia 969 habitatges, 686 eren l'habitatge principal de la família, 204 eren segones residències i 79 estaven desocupats. 658 eren cases i 304 eren apartaments. Dels 686 habitatges principals, 448 estaven ocupats pels seus propietaris, 224 estaven llogats i ocupats pels llogaters i 14 estaven cedits a títol gratuït; 39 tenien una cambra, 55 en tenien dues, 84 en tenien tres, 158 en tenien quatre i 351 en tenien cinc o més. 580 habitatges disposaven pel capbaix d'una plaça de pàrquing. A 323 habitatges hi havia un automòbil i a 249 n'hi havia dos o més.

### Piràmide de població
La piràmide de població per edats i sexe el 2009 era:
| Homes | Edats   | Dones |
| ----- | ------- | ----- |
| 0     | 95 o +  | 0     |
| 0     | 90 a 94 | 8     |
| 8     | 85 a 89 | 8     |
| 16    | 80 a 84 | 16    |
| 32    | 75 a 79 | 52    |
| 40    | 70 a 74 | 40    |
| 20    | 65 a 69 | 68    |
| 28    | 60 a 64 | 28    |
| 56    | 55 a 59 | 36    |
| 52    | 50 a 54 | 68    |
| 48    | 45 a 49 | 60    |
| 56    | 40 a 44 | 44    |
| 52    | 35 a 39 | 44    |
| 60    | 30 a 34 | 40    |
| 48    | 25 a 29 | 44    |
| 44    | 20 a 24 | 36    |
| 32    | 15 a 19 | 40    |
| 52    | 10 a 14 | 48    |
| 40    | 5 a 9   | 12    |
| 12    | 0 a 4   | 48    |

## Economia
El 2007 la població en edat de treballar era de 943 persones, 671 eren actives i 272 eren inactives. De les 671 persones actives 587 estaven ocupades (344 homes i 243 dones) i 85 estaven aturades (37 homes i 48 dones). De les 272 persones inactives 126 estaven jubilades, 53 estaven estudiant i 93 estaven classificades com a «altres inactius».

### Ingressos
El 2009 a Saint-Maurice-sur-Moselle hi havia 680 unitats fiscals que integraven 1.512 persones, la mediana anual d'ingressos fiscals per persona era de 16.540 €.

### Activitats econòmiques
Dels 83 establiments que hi havia el 2007, 1 era d'una empresa alimentària, 2 d'empreses de fabricació de material elèctric, 16 d'empreses de fabricació d'altres productes industrials, 15 d'empreses de construcció, 15 d'empreses de comerç i reparació d'automòbils, 4 d'empreses de transport, 8 d'empreses d'hostatgeria i restauració, 2 d'empreses immobiliàries, 7 d'empreses de serveis, 8 d'entitats de l'administració pública i 5 d'empreses classificades com a «altres activitats de serveis».
Dels 20 establiments de servei als particulars que hi havia el 2009, 1 era una oficina de correu, 3 tallers de reparació d'automòbils i de material agrícola, 3 paletes, 1 guixaire pintor, 7 fusteries, 1 lampisteria, 1 empresa de construcció, 1 perruqueria i 2 restaurants.
Dels 9 establiments comercials que hi havia el 2009, 2 eren botiges de menys de 120 m², 1 una botiga de menys de 120 m², 1 una peixateria, 2 botigues de roba, 2 botigues de mobles i 1 un drogueria.
L'any 2000 a Saint-Maurice-sur-Moselle hi havia 11 explotacions agrícoles que ocupaven un total de 207 hectàrees.

## Equipaments sanitaris i escolars
L'únic equipament sanitari que hi havia el 2009 era una farmàcia.
El 2009 hi havia 1 escola maternal i 1 escola elemental.

## Poblacions properes
El següent diagrama mostra les poblacions més properes.